# Sweet Home (茉奈 佳奈のアルバム)
『Sweet Home』（スイートホーム）は、茉奈 佳奈の4枚目のアルバムである。当初、2011年3月23日発売予定だったが東北地方太平洋沖地震によりリリースが延期され、4月6日発売となった。

## 概要
2010年3月31日発売の茉奈 佳奈の3枚目のカバーアルバム『ふたりうた3』に続くアルバムであり、初のオリジナルアルバムである。
代表曲の「いのちの歌」をはじめ、デビューシングル『二月のわた雪』から最新シングル『夢の画用紙』まで、メジャーデビューから4年あまりの音楽活動を通じて過去にリリースしたシングルのタイトル曲/カップリング曲を収録し、ベスト盤に近い構成となっている。一方で、大阪出身で同じレコード会社所属ということで親交のあったET-KINGのイトキンが詞と曲を提供した「きみとの日曜日」やLONELY↑Dのカタオカセブンが曲を提供した「あいしてる」、2人がそれぞれ初めて単独で作詞に挑んだ「ボクとキミとこの空と」（茉奈作詞）「Sweet Home〜僕の帰る場所〜」（佳奈作詞）など、アルバム用に新たにレコーディングした楽曲も収録している。
DVD付きの初回盤と通常盤が存在し、ジャケットおよびブックレット内のデザインが異なる。初回盤のDVDには、「二月のわた雪」から「夢の画用紙」まで過去に制作された茉奈 佳奈のPVすべてと、芸能生活を振り返ってのエピソードや将来像、お互いの良いところ悪いところ、アルバムの制作秘話などを18分あまりにわたって語り合った「メモリアル・インタビュー」を収録している。

## 収録曲
| No. | 曲名                       | 作詞                       | 作曲                     | 編曲                     | 詳細 |
| --- | -------------------------- | -------------------------- | ------------------------ | ------------------------ | --- |
| 1   | 夢の画用紙                 | 玉城千春 三倉茉奈 三倉佳奈 | 玉城千春                 | 石塚知生                 | 茉奈 佳奈の6thシングル（2011年2月23日発売）                                                                    |
| 2   | 二月のわた雪               | H （three tight b）        | 新屋豊 （three tight b） | 新屋"チョッチョリーナ"豊 | 茉奈 佳奈の1stシングル（2007年1月31日発売）                                                                    |
| 3   | いのちの歌                 | Miyabi                     | 村松崇継                 | 前嶋康明                 | 茉奈 佳奈の4thシングル（2009年2月18日発売）                                                                    |
| 4   | きみとの日曜日             | イトキン from ET-KING      | イトキン 原広明          | 原広明                   | アルバム新録曲、ET-KINGのイトキンが楽曲提供 ET-KINGがアルバム『家族歌集』（2012年5月23日発売）にてセルフカバー |
| 5   | ボクとキミとこの空と       | 三倉茉奈                   | 矢吹香那                 | 華原大輔                 | アルバム新録曲、茉奈単独による初作詞曲                                                                         |
| 6   | Mother                     | 前田たかひろ               | 管野浩司 近藤充高        | 市川淳                   | 茉奈 佳奈の5thシングル（2010年4月21日発売）                                                                    |
| 7   | 夕星（ゆうつづ）           | H                          | 新屋豊                   | 新屋"チョッチョリーナ"豊 | 茉奈 佳奈の1stシングル「二月のわた雪」（2007年1月31日発売）のカップリング曲                                    |
| 8   | こころの花                 | ADYA                       | 池宮創人                 | 新屋豊                   | 茉奈 佳奈の6thシングル「夢の画用紙」（2011年2月23日発売）のカップリング曲のノーマルアレンジ版                  |
| 9   | あいしてる                 | 山本成美                   | カタオカセブン           | 市川淳                   | アルバム新録曲、LONELY↑Dのカタオカセブンが楽曲提供                                                             |
| 10  | 泣いて笑って               | 荘野ジュリ                 | 新屋豊                   | 華原大輔                 | 茉奈 佳奈の3rdシングル（2008年1月30日発売）                                                                    |
| 11  | あの日の扉                 | Satomi                     | 矢吹香那                 | 涌井啓一                 | 茉奈 佳奈の6thシングル「夢の画用紙」（2011年2月23日発売）のカップリング曲                                      |
| 12  | Sweet Home〜僕の帰る場所〜 | 三倉佳奈                   | 新屋豊                   | 新屋豊                   | アルバム新録曲、佳奈単独による初作詞曲                                                                         |

## 初回盤DVD収録PV
| No. | 曲名                          | ディレクター  | プロデューサー | プロダクション | 詳細 |
| --- | ----------------------------- | ------------- | -------------- | -------------- | --- |
| 1   | 二月のわた雪                  | セキ★リュウジ | 藤本健         | CLOUDLAND      | 茉奈 佳奈の1stシングル（2007年1月31日発売） |
| 2   | Fighting Girl                 | 増山準哉      | 渡辺雅史       | MAZRI          | 茉奈 佳奈の2ndシングル（2007年9月19日発売） |
| 3   | 泣いて笑って                  | 高倉雅昭      | 渡辺雅史       | MAZRI          | 茉奈 佳奈の3rdシングル（2008年1月30日発売） |
| 4   | いのちの歌                    | 井上強        | 渡辺雅史       | MAZRI          | 茉奈 佳奈の4thシングル（2009年2月18日発売） |
| 5   | secret base〜君がくれたもの〜 | 山田晃年      | 渡辺雅史       | MAZRI          | 茉奈 佳奈の1stアルバム『ふたりうた』（2009年1月14日発売）収録。 ZONEのシングル（2001年8月）のカバー。                                                                                          |
| 6   | MOTHER                        | 茂村洋介      | 秋山直樹       | LOKI           | 茉奈 佳奈の5thシングル（2010年4月21日発売） |
| 7   | 夢の画用紙                    | セキ★リュウジ | 岩佐和彦       | P.I.C.S.       | 茉奈 佳奈の6thシングル（2011年2月23日発売） |
| 8   | メモリアル・インタビュー      | 奥藤祥弘      | 岩佐和彦       | P.I.C.S.       | 『夢の画用紙』のPV撮影現場にて「印象深かった仕事はなんですか?」「5年後、なにをしていると思いますか?」「アルバムの制作秘話を・・・」など9つの質問に茉奈、佳奈それぞれが回答。収録時間は18分18秒 |